# Журавская, Екатерина Всеволодовна
Екатерина Всеволодовна Журавская (род. 16 августа 1972, Москва) — российский экономист, профессор Парижской школы экономики. Входит в число наиболее цитируемых в мире российских учёных-экономистов.

## Биография
В 1993 году окончила экономический факультет МГУ по специальности «экономическая кибернетика». В 1994 получила магистерскую степень в Лондонской школе экономики. В 1997 году получила магистерскую, а в 1999 году — докторскую степень по экономике в Гарвардском университете.
С 2000 года — в Российской экономической школе (РЭШ), профессор экономики им. Ханса Раузинга. В 2000—2009 годах — академический директор Центра экономических и финансовых исследований при РЭШ.
С 2009 года — профессор экономики в Высшей школе социальных наук (Париж) и с 2010 года — профессор Парижской школы экономики.
Входила в редакционную группу программы А. Навального во время его избирательной кампании на выборах мэра Москвы 2013 года, делала взносы в его Фонд борьбы с коррупцией.

### Научная деятельность
Научные работы Журавской регулярно публикуются в таких экономических изданиях, как Quarterly Journal of Economics; Journal of Public Economics; Journal of Business; American Law and Economics Review; Journal of Law, Economics and Organization; Economics of Transition; Journal of European Economic Association; American Economic Review.
Сфера профессиональных интересов: политическая экономика, экономика развития, экономика переходного периода, институциональная экономика, федерализм, административная реформа.

### Награды
В 1999 году Журавская победила в конкурсе молодых экономистов на пятом Нобелевском симпозиуме. 
В 2000 году удостоена премии им. Цви Грилихеса за выдающиеся результаты в экономических исследованиях и экономическом образовании. 
В 2001 году Всемирный экономический форум в Давосе избрал её Глобальным лидером завтрашнего дня. 
В 2002 и 2003 годах была награждена призами Президента Российской академии наук как лучший экономист. 
В 2006 году получила Золотую медаль Глобальной сети развития.
В 2010 году стала лауреатом Международной Леонтьевской медали.
В 2016 году совместно со своим соавтором Евгением Яковлевым удостоена Национальной премии по прикладной экономике за работу «Эффект от либерализации на примере реформы регулирования бизнеса в России».
В 2018 году награждена медалью Birgit Grodal Европейской экономической ассоциации.
- Серебряная медаль Национального центра научных исследований (2019)[6]

## Семья
Муж — бывший ректор РЭШ, экономист С. М. Гуриев. В семье двое детей.